# Friedrich Naumann
Friedrich Naumann (Störmthal, 1860 – Travemünde, 1919) è stato un politico tedesco.

## Biografia
Nel 1896 fondò con Hellmut von Gerlach l'Associazione Nazional Sociale. Deputato al Reichstag dal 1907 al 1918, fu autore dell'opera Mitteleuropa (1915).
Friedrich Naumann, di idee nazionaliste e di posizione politica democratica cristiano-sociale, nel suo saggio del 1904 Die Kunst in Maschinenzeitalter (L'arte nell'epoca della macchina) sosteneva, contrapponendosi al luddismo di William Morris, che il livello qualitativo produttivo poteva essere raggiunto in maniera economicamente valida soltanto da un popolo educato in campo artistico e orientativo verso la produzione industriale.
Questa spinta all'industrializzazione e verso un nazionalismo pangermanico portò la burocrazia prussiana a reagire contro il filisteismo della Germania guglielmina e a incoraggiare l'iniziale ripresa tipo Art and Crafts di una cultura "intrinsecamente" tedesca.